# 山化镇
山化镇，是中华人民共和国河南省洛陽市偃师区下辖的一个乡镇级行政单位。

## 行政区划
山化镇下辖以下地区：
山化村、寺沟村、忠义村、台沟村、石家庄村、王窑村、东屯村、汤泉村、蔺窑村、关窑村、张窑村、牙庄村、马洼村、光明村、新明村、油店村和向阳村。